# Getaryggarnas naturreservat
Getaryggarna är ett naturreservat i Uppvidinge kommun i Kronobergs län.
Området är skyddat sedan 2009 och är 64 hektar stort. Det är beläget 15 km västnordväst om Åseda och består främst av barrträdsdominerade skogar i branter med en del lövträd.

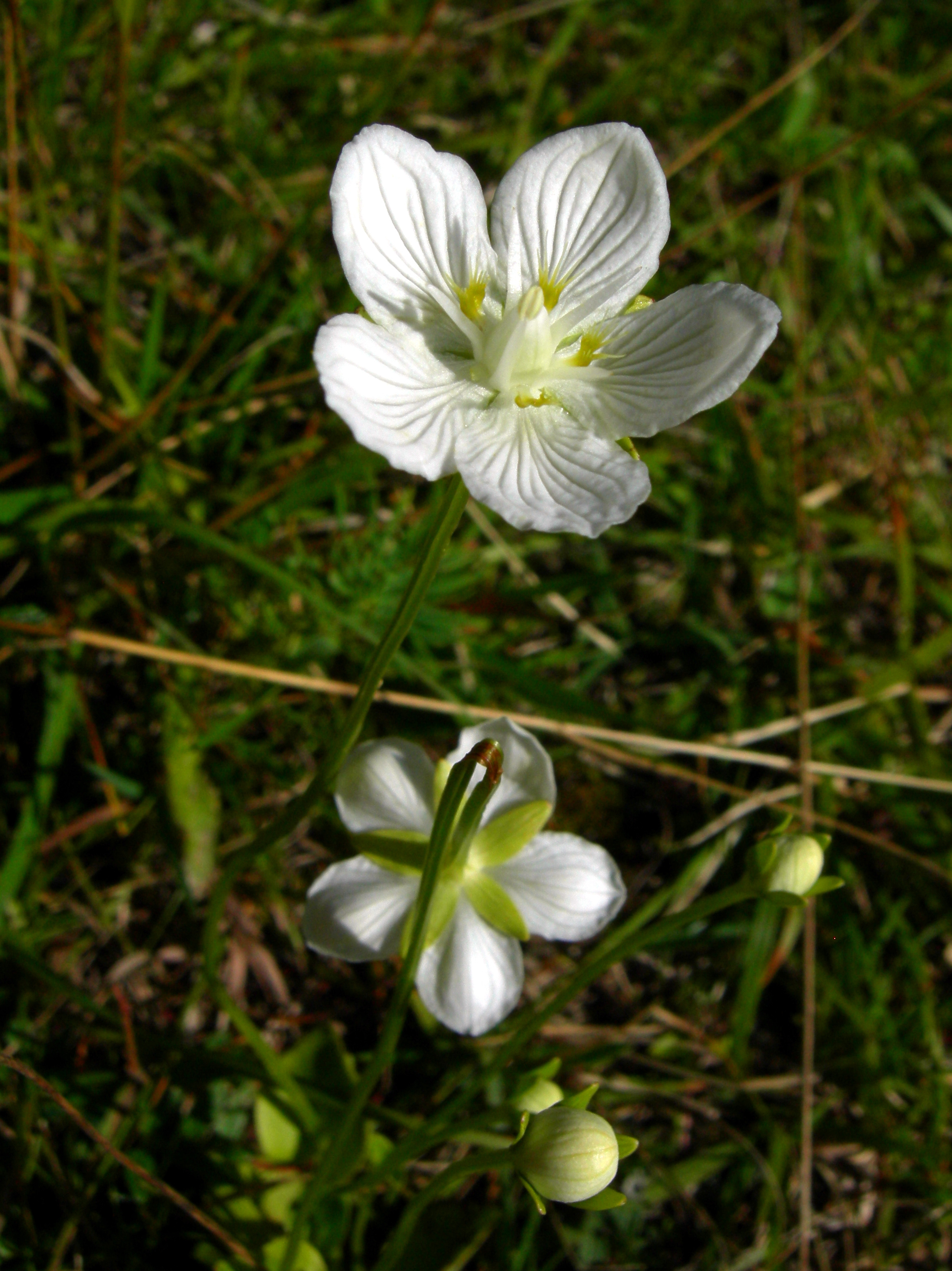
Slåtterblomma

Naturreservatet är ett starkt kuperat område med branter och dalar. I dalarna växer mest grandominerad barrblandskog med bitvis mycket tall och björk. Mindre partier av sumpskog och kärr förekommer i reservatet. Många signalarter förekommande såsom stor revmossa, korallrot, mörk husmossa, garnlav, kattfotslav, skriftlav, korallav, havstulpanlav, flagellkvastmossa, lunglav, bårdlav, purpurmylia, vedtrappmossa och gulnål.
I den östra delen finns ett kärr där det växer orkidéer, tråd-, hirs- och ängsstarr samt slåtterblomma. 